# Wariolizacja
Wariolizacja, wariolacja – pochodząca z Chin metoda prewencyjnego zakażania ospą prawdziwą zdrowych ludzi, udokumentowana od XVI w., która rozpowszechniła się głównie w Chinach, Indiach i Turcji. Polegała na przenoszeniu wydzieliny ropnej lekko chorych na zdrowych pacjentów, przede wszystkim dzieci. Była pierwowzorem współczesnych szczepionek ochronnych.
Prawdopodobnie najwcześniejsza wzmianka pochodzi z książki o ospie i odrze autorstwa Wang Quana, wydanej w 1549 roku; nie podaje on żadnych szczegółów, wspomina jedynie, że zabieg ten może przyspieszyć wystąpienie okresu u kobiet. Późniejsze dzieła, z początku XVIII w., cytowały księgę Weng Zhongrena z 1579 roku, która opisywała powszechną praktykę takich szczepień w Anhui. Autor zaznaczał, że staranni lekarze wykorzystywali właściwie przygotowaną szczepionkę, podczas gdy dążący do szybkiego zarobku, używali strupów ciężko chorych osób, co powodowało wysoką śmiertelność, rzędu 15 przypadków na 100 pacjentów.
Istotną pozycją, która przyczyniła się do popularyzacji tej metody była księga Zhang Yana z 1741 roku. Był on opisywany jako potomek rodziny lekarskiej, która praktykowała wariolizację od trzech pokoleń. On sam w swojej przemowie zaznacza opór wielu lekarzy przed tą techniką oraz obawy ludzi przed zakażaniem bardzo niebezpieczną chorobą, oraz że wielu praktyków przekazywało sobie wiedzę o wariolizacji ustnie, zachowując dzięki temu zyskowny sekret. On sam postanowił opublikować szeroko wyniki swoich badań i tego, czego się nauczył w czasie praktyki, włączając w to techniki pozwalające na bezpieczny zabieg. Inny autor, Yu Tianchi przestrzegał w 1727 roku przed szczepieniem dzieci już chorych, słabych lub mających drgawki, oraz przed nakłanianiem do zabiegu rodzin, które mu nie ufają.
Yu Tianchi zalecał użycie wodnego wyciągu ze strupów pochodzących od pacjentów, którzy mieli lekki przypadek ospy. Wyciągiem takim zwilżano bawełniany tampon, wsuwany do nosa szczepionego na kilka godzin. Po około tygodniu pojawiała się gorączka i wysypka, która przekształcała się w pęcherze pełne limfy, które następnie zasychały, tworząc strupy, takie same, jak przy zwykłej ospie, ale było ich tylko kilka, a gorączka była łagodna. Strupy od takiego pacjenta mogły być wykorzystywane do „ochronnego zakażenia” kolejnych.
Chińczycy stosowali cztery metody wariolizacji:
- „wilgotnej szczepionki” – tampon zwilżony wyciągiem ze strupów wkładano na kilka godzin do nosa,
- „suchej szczepionki” – do nosa wdmuchiwano proszek ze strupów,
- „ospowego ubrania” – dziecko ubierano w ubranie osoby chorej na ospę (lub zwilżone limfą z pęcherzy ospowych),
- „limfy ospowej” – wkładano do nosa tampon zwilżony limfą z pęcherzy ospowych[4].

Prawdopodobnie metoda trzecia narodziła się jako pierwsza, być może za czasów tangowskich lub songowskich, ale nie ma na to dowodów; była jeszcze w użyciu w XVI w. Techniki te różnią się od stosowanej powszechnie w innych krajach skaryfikacji; nie jest jasne, czy Chińczycy stosowali skaryfikację (wspominają o zbliżonych praktykach europejskie źródła z Chin z XVIII w.), ale jej nie opisywali, czy też taka technika wariolizacji narodziła się podczas przekazywania wiedzy o tym sposobie ochrony przez ludy Azji Środkowej. Osiemnastowieczne dzieła chińskie powszechnie opisują też metodę osłabiania wirusa, przez przechowywanie strupów w zamkniętych pojemnikach, w temperaturze ludzkiego ciała (najczęściej w kieszeni lekarza) przez około miesiąca. Nie jest jasne, czy wirusy ulegały rzeczywistemu osłabieniu, ale na pewno po takim czasie ok. 80% zamierała, co obniżało stosowaną dawkę; równocześnie w materiale pozostawało zasuszone białko wirusów, co zapewne wspomagało reakcję ochronną, stymulując produkcję interferonów u pacjenta. Wariolizacja bywała stosowana w Chinach czasem na masową skalę: cesarz Kangxi (który przeżył ospę, ale którego ojciec na nią zmarł) nakazał zaszczepienie całej swojej rodziny i znacznej części swoich oddziałów wojskowych, zwłaszcza mongolskich.
Wariolizacja chińską metodą była znana w Europie od początku XVIII w. Informacje dotarły do członków Royal Society około 1700 r. za pośrednictwem lekarzy Brytyjskiej Kompanii Wschodnioindyjskiej; Martin Lister nie rozpowszechnił ich, zapewne im nie dowierzając, ale Clopton Havers wygłosił na ten temat referat w Towarzystwie. W 1731 r. jezuita François Xavier d’Entrecolles opublikował także traktat o metodach osłabiania wirusów, aczkolwiek praktyka ta została zlekceważona i musiała zostać „ponownie odkryta” przez lekarzy stosujących wariolizację. Najważniejszą jednak rolę w przekazaniu wiedzy o wariolizacji do Europy odegrało Imperium Osmańskie. Szczepienia tą metodą były tam stosowane szeroko przez 1700 rokiem; najprawdopodobniej Turcy zaznajomili się z nimi od ludów Azji Środkowej, którzy poznali ją w Chińskim Turkiestanie. O praktykowaniu wariolizacji w Imperium Osmańskim pisało kilku lekarzy w drugiej dekadzie XVIII w., wspominając też czasem o przechowywaniu szczepionek w sposób odpowiadający chińskim metodom osłabiania wirusa. Także w tym samym czasie pierwsi europejscy dyplomaci poddali się (lub swoje dzieci) temu zabiegowi: przed 1716 rokiem zaszczepił swoich synów brytyjski ambasador, Robert Sutton, w 1718 – swojego syna zaszczepiła Mary Wortley Montagu. Pierwszych eksperymentów w Anglii dokonał Charles Maitland w 1721, ale to dzięki lady Montagu, wariolizacja rozprzestrzeniła się szerzej. W 1722 roku zaszczepiono królewiczów. Mimo poważnej krytyki, zbierane w XVIII w. dane wskazywały na wysoką skuteczność ochrony – przykładowo w Bostonie, wśród zaszczepionych śmiertelność podczas epidemii wyniosła 2,5%, podczas gdy u niezaszczepionych – niemal 15%. Technika wariolizacji rozpowszechniała się następnie w innych krajach europejskich, do momentu zastąpienia jej przez prawdziwą szczepionkę Edwarda Jennera.